# Colobothea sexmaculata
Colobothea sexmaculata är en skalbaggsart som beskrevs av Aurivillius 1902. Colobothea sexmaculata ingår i släktet Colobothea och familjen långhorningar. Inga underarter finns listade i Catalogue of Life.